# Francisco José Ribeiro de Vieira e Brito
Francisco José Ribeiro Vieira de Brito (Póvoa de Lanhoso, Sobradelo, Rendufinho, 6 de junho de 1850 — Póvoa de Lanhoso, Sobradelo, Rendufinho, 12 de julho de 1935) foi o 30.º bispo da Diocese de Angra, nos Açores, e depois o 74.º bispo de Lamego.

## Biografia
Francisco José Ribeiro Vieira de Brito nasceu a 6 de junho de 1850 em Sobradelo, freguesia de Santa Maria de Rendufinho, do concelho da Póvoa de Lanhoso. Era filho do Dr. Francisco Hilário Ribeiro de Sousa e Brito e de sua mulher Felizarda Rosa Vieira de Campos.
Estando destinado à vida eclesiástica, ingressou no liceu e no seminário de Braga, onde concluiu o curso de teologia. Entretanto, recebera aos 12 anos a prima tonsura.
Terminado os estudos preparatórios, ingressou no curso de Direito da Faculdade de Direito da Universidade de Coimbra, terminando a sua formatura no ano de 1877. Entretanto, em 7 de junho de 1873 tinha recebido ordens de presbítero.
Concluída a formatura, abriu banca de advogado em Braga e foi professor do Seminário de Braga, onde regeu a disciplina de Teologia Moral. Por sua influência foram criadas naquele seminário as disciplinas de Introdução às Ciências Naturais e de Isagoge e Princípios de Hermenêutica Sagrada.
Desenvolvendo uma actividade reconhecida como de grande mérito, singrou rapidamente na carreira eclesiástica, tendo sido nomeado promotor e vigário geral da Arquidiocese de Braga, cabendo-lhe, durante a ausência do arcebispo, dirigir a administração daquela arquidiocese, o que ocorreu em 1889. Foi também nomeado reitor do liceu bracarense. Em 1890 foi apresentado num canonicato da Sé de Braga.
A 13 de Janeiro de 1892 foi apresentado para o lugar de bispo de Angra, para o qual foi confirmado a 5 de março imediato e sagrado a 27 daquele mesmo mês e ano. Tomou posse, pessoalmente, da sua Diocese a 11 de abril de 1892, dia em que fez a sua entrada solene na cidade de Angra do Heroísmo.
Logo no início do seu episcopado teve de enfrentar sérios problemas resultantes da poderosa oposição que era movida ao bispo sempre que este pretendia permutar padres entre as diversas paróquias. Ficou célebre a disputa entre o bispo e as elites de Santa Cruz da Praia da Vitória sobre a transferência do Padre Santo, alcunha pela qual era conhecido o sacerdote Francisco da Rocha e Sousa, muito querido naquela localidade.
Promoveu um encontro geral do clero, tendo nele feito aprovar importantes orientações sobre vários temas pastorais, incluindo normas sobre o culto do Espírito Santo e sobre o relacionamento com as Irmandades do Divino Espírito Santo, então em fase de grande renascimento e de construção de Impérios.
Por Provisão de 17 de janeiro de 1894 separou da ouvidoria de Vila Franca do Campo as freguesias que constituíram a ouvidoria do Nordeste, num território correspondente ao respectivo concelho.
Criou no Seminário Episcopal de Angra aulas de Liturgia e Cantochão (1899-1900) e pôs em execução um novo plano de estudos, onde, com a disciplina de Introdução às Ciências Naturais, se formou o chamado Museu do Seminário, que teve como orientador o cientista Dr. José Augusto Nogueira Sampaio, então Reitor do Liceu de Angra, que doou várias peças da sua valiosa colecção de História Natural.
Durante o seu episcopado nos Açores acentuou-se o clima de conflito entre o Estado português e a Igreja Católica, o qual se agudizou em Fevereiro de 1901 com o despoletar no Porto do escândalo conhecido pelo caso Calmon, o qual levou à aprovação pelas Cortes, sob grande pressão mediática, dos decretos de 10 de março de 1901 e 18 de abril de 1901, reforçando a proibição da existência de conventos e outras formas de comunidade religiosa, já banidos pelo liberalismo inicial, mas que entretanto tinham sido reticentemente tolerados. Em consequência daquele decreto, a existência de instituições religiosas foi novamente proibida, tolerando-se apenas aquelas que tinham como finalidade a instrução ou beneficência ou a propaganda da Fé e civilização no Ultramar. O reflexo imediato na diocese açoriana foi o encerramento forçado e a expulsão do arquipélago de dois sacerdotes jesuítas que há anos viviam isoladamente no antigo Convento da Graça, no Alto das Covas da cidade de Angra do Heroísmo (no lugar da actual Escola Infante D. Henrique).

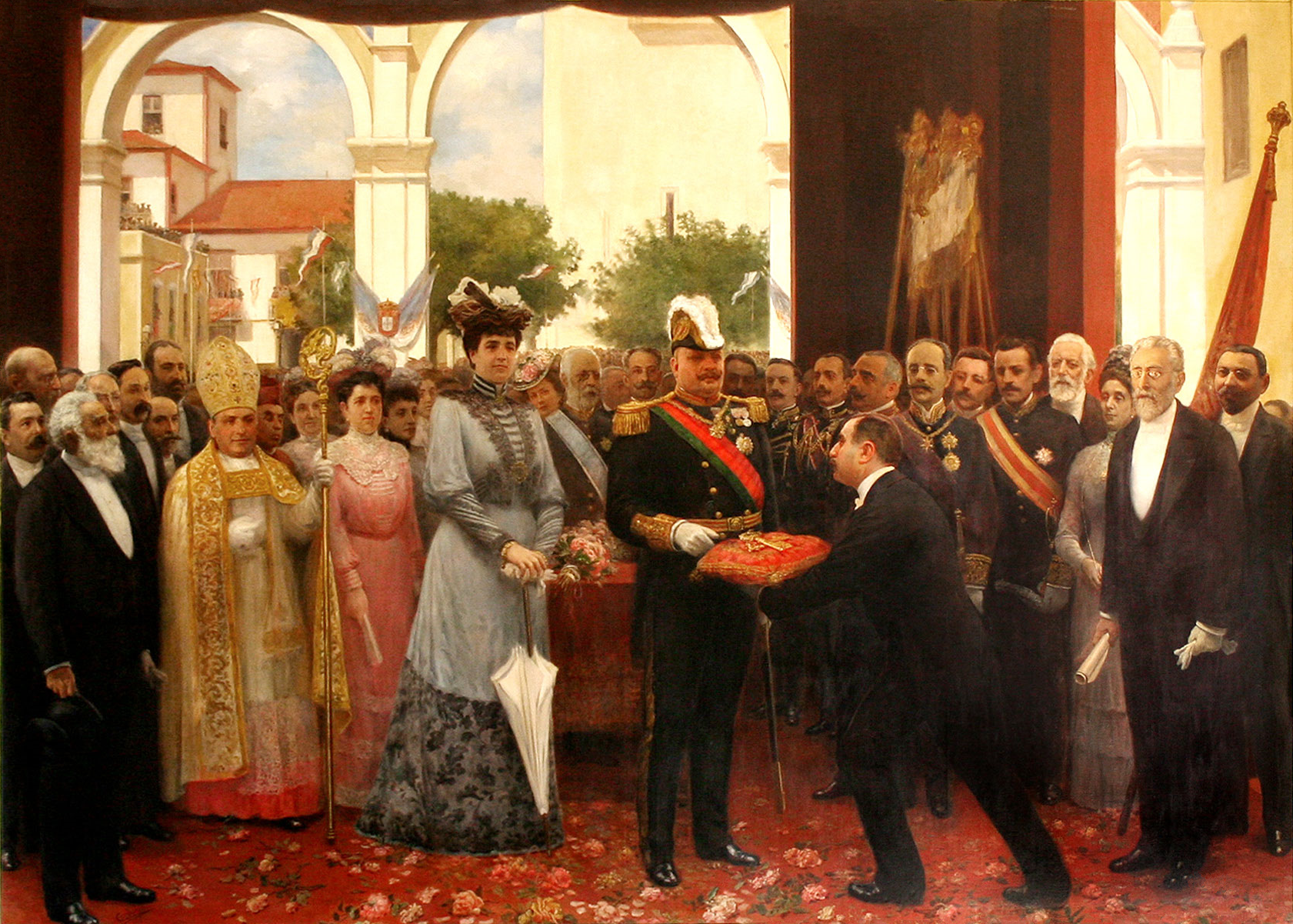
Cerimónias da visita régia de D. Carlos I de Portugal e D. Amélia de Orleães a Ponta Delgada em 1901, em pintura de 1919, da autoria de Ernesto Condeixa; D. Francisco é a figura de pluvial, mitra, e báculo, à esquerda.

Apesar da sua saída iminente, ainda acompanhou a visita real realizada pelos reis D. Carlos I de Portugal e D. Amélia de Orleães aos Açores, tendo estado na recepção real então realizada em Ponta Delgada, figurando em posição proeminente na pintura alusiva, da autoria de Ernesto Ferreira Condeixa, que existe no hall da entrada do Palácio de Santana, naquela cidade.
Numa decisão polémica, que provocou fortes reacções entre a população, os padres Francisco Pereira e Bernardino de Araújo, assim se chamavam aqueles clérigos, apesar de declararem não formar comunidade, foram considerados pelo governador civil como sendo estabelecimento de catequese, propaganda e doutrinação, logo incorrendo na extinção decretada. Não obstante as razões invocadas pelo bispo e as considerações, enérgicas e seguras, do Cabido expressas num documento notável, a forte agitação popular e da imprensa católica, foram os dois padres intimados a sair de casa e metidos em carro fechado e debaixo de custódia, sendo assim conduzidos até ao Castelo de São João Baptista do Monte Brasil, de onde embarcaram, à noite, pela baía do Fanal, para bordo do vapor Açor, que os levou para a metrópole.
A desautorização sofrida pelo bispo neste processo, e o consequente agudizar do conflito religioso entre as autoridades governativas, o bispo e a fortíssima maioria católica local, envenenou o resto do episcopado deste bispo, que obteve a apresentação para bispo da Diocese de Lamego logo em dezembro daquele ano de 1901. O incidente foi um prenúncio dos grandes conflitos que se desencadeariam nos Açores com a implantação da república portuguesa e com a nacionalização dos bens da Igreja que se lhe seguiu.
Saiu da Diocese de Angra em princípios de 1902 para tomar posse da Diocese de Lamego, tendo recebido uma despedida afectuosa. Ficou como governador do bispado de Angra o deão José dos Reis Fisher, que pouco depois foi por votação eleito vigário capitular.
Em Lamego instituiu as Conferências de São Vicente de Paulo.
Estando D. Francisco José Ribeiro de Vieira e Brito em Lamego e, depois, em Rendufinho, ainda conferiu ordens presbiterais a novos sacerdotes dos Açores, que ali tinham de se deslocar devido à longa vacância da Sé de Angra que se seguiu à saída de um dos seus sucessores, o bispo D. José Correia Cardoso Monteiro (bispo de 1905 a 1910), que dados os problemas entre a novel República e a Santa Sé, apenas foi rendido em 1915.
Faleceu a 11 de julho de 1935, aos 85 anos de idade, na sua freguesia natal de Rendufinho, onde residia desde o ano de 1922 em que renunciara a diocese de Lamego.